# 獅子座46
獅子座46，又名BD+14 2255，HD 91232、SAO 99172、HR 4127，是獅子座的一颗恒星，视星等为5.46，位于銀經227.68，銀緯55.08，其B1900.0坐标为赤經10h 26m 51.5s，赤緯+14° 55.08′ 2″。